# Lappobevægelsen
Lappobevægelsen (finsk: Lapuan liike, svensk: Lapporörelsen) var en finsk udenomparlamentarisk og antikommunistisk bevægelse, som blev grundlagt i 1929. Den fik sit navn efter Lappo sogn, hvor den oprettedes, og hvor dens leder Vihtori Kosola havde sin gård. Anledningen til dannelsen var modviljen mod centerkræfternes forsoningspolitik over for dem, som under finske borgerkrig 1918 havde stået på den røde side.
Bevægelsen var inspireret af fascistiske tanker med Mussolinis Italien som forbillede. Lappobevægelsen, som således kan kategoriseres som højreekstrem (de anså fx selv socialdemokraterne for kommunister), hyldede den direkte aktion med tilsidesættelse af lovlige fremgangsmåder. Man greb også til fysisk vold mod mistænkte kommunister og arrangerede såkaldte voldskjutsninger (oversat: voldsskubninger, på finsk muilutus, efter brødrene Muilu, som deltog i denne virksomhed) af personer, som blev ført til en skov, hvor de derefter mishandledes, men de førte også anderledes tænkende over den sovjetiske grænse til ”der, hvor de hørte hjemme”.
Den 28. marts 1930 blev et kommunistisk trykkeri i Vasa angrebet og ødelagt. Regeringen forsøgte at holde Lappobevægelsen inden for lovens rammer og sammenkaldte den 1. juli 1930 en rigsdag for at gennemføre lovtiltag mod kommunismen. Kyösti Kallios regerings autoritet var undergravet, og den efterfulgtes derfor den 4. juli af en mod Lappobevægelsen venligt indstillet borgerlig samlingsregering under Pehr Evind Svinhufvud, hvori dog ingen fortalere for Lappobevægelsen indgik. Den 7. juli demonstrerede Lappobevægelsen sin styrke ved med 12.000 udvalgte mand at afholde et bondetog til Helsingfors. Den 15. juli 1930 opløstes rigsdagen efter, at et kvalificeret flertal for de foreslåede undtagelseslove mod kommunister ikke var opnået. Nyvalg skete den 1-2. oktober; kommunisterne udelukkedes fra rigsdagen, og de borgerlige fik den nødvendige totredjedelsmajoritet for undtagelseslovenes indførelse.
Imidlertid optrappedes volden, og bevægelsen radikaliseredes til en grad, at selv moderate borgerlige politikere kunne blive udsat for skjutsning. Ofte mishandledes ofrene groft under skjutsningen; direkte mord er rapporteret i tre tilfælde.
Kulminationen blev nået med kidnapningen af den præsidenten fra 1919-1925 K.J. Ståhlberg og dennes hustru den 14. oktober 1930, og efter, at generalstabschefen Kurt Martti Wallenius viste sig at være indblandet i ugerningen, opstod en stærk opposition mod Lappobevægelsen. Ved det nationale præsidentvalg i februar 1931 vandt Pehr Evind Svinhufvud kun afstemningen i parlamentet med to stemmer (151-149) over K.J. Ståhlberg. Lappobevægelsen fortsatte i 1931 mindre offentligt sin agitation i landdistrikterne, hvor den økonomiske krise skabte uro, og denne uro ledte til en åben revolte den 1. februar 1932 i Mäntsälä (Mäntsäläoprøret). Efter den retssag, der fulgte, hvor 102 af lederne fængsledes, opløstes bevægelsen. Bevægelsen var stærkest mellem 1929 og 1932.
Fra resterne af Lappobevægelsen dannedes i 1932 partiet Den Fædrelandske Folkebevægelse, som året efter vandt pladser i Finlands rigsdag.